# 克沃德尼察河
50°19′47″N 18°09′44″E / 50.3297°N 18.1621°E

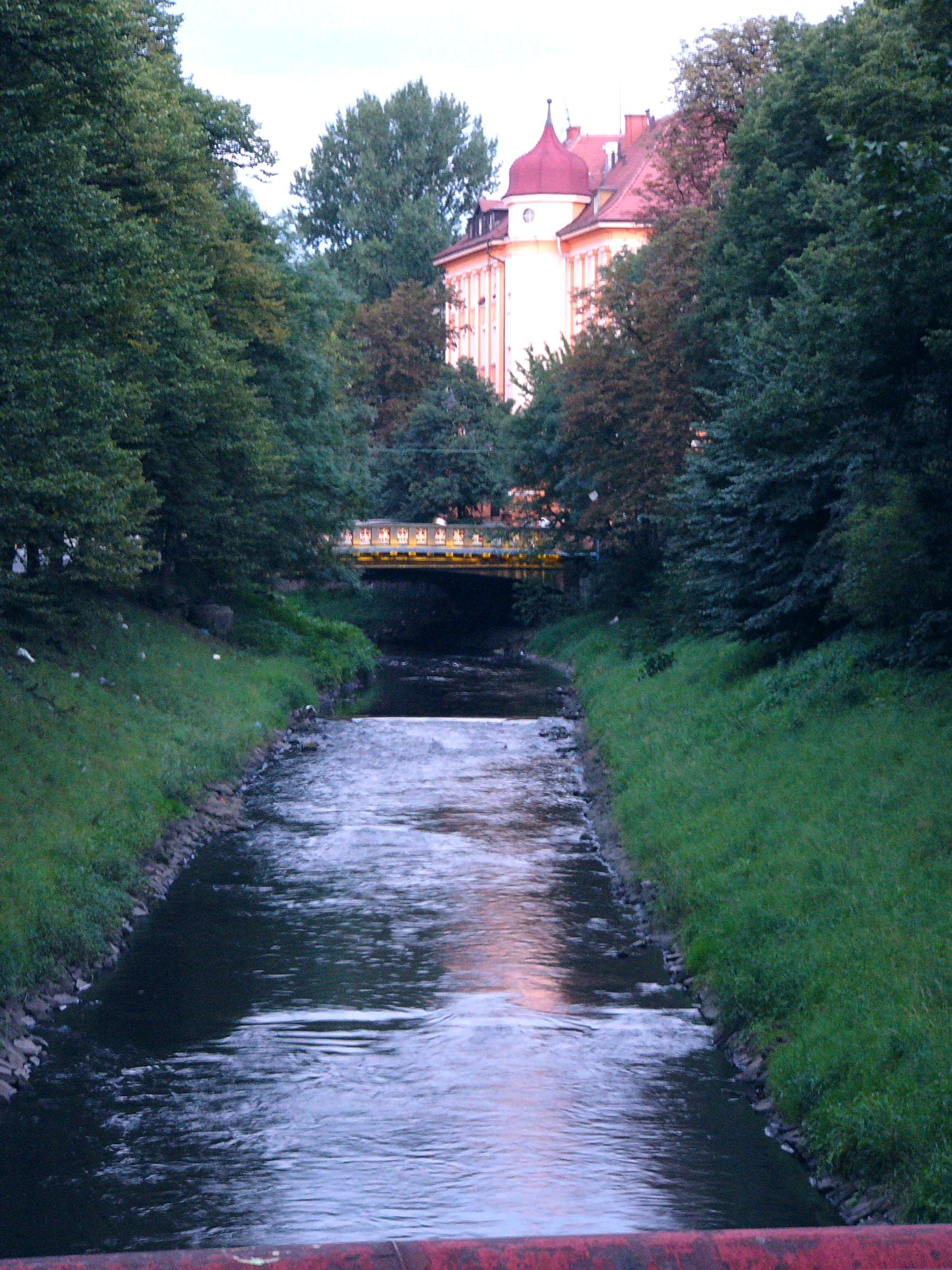

克沃德尼察河是波蘭的河流，位於該國南部，處於西里西亞省，屬於奧得河的右支流，河道全長75公里，流域面積1,126平方公里，發源自卡托維治，河口處在肯傑任科茲萊。